# 乙黒圭祐
乙黒 圭祐（おとぐろ　けいすけ、1996年11月16日 - ）は、日本の男子レスリング（フリースタイル74kg級）選手。2020年東京オリンピック（2021年開催）のフリースタイル74kg級に出場。山梨県笛吹市出身。山梨学院大学卒業。自衛隊体育学校所属の幹部自衛官（2021年8月現在の階級は3等陸尉）。身長176cm、リーチ182cm。弟は同じ自衛隊体育学校に所属し、東京オリンピックのフリースタイル65kg級金メダリストの乙黒拓斗。

## 来歴
最初はサッカーに取り組んでいたが、父親の熱心な勧誘により4歳の時にレスリングを始めると、その後に弟も続いた。笛吹市立石和南小学校時代は所属先の山梨ジュニアレスリングクラブのみならず、実家でも父親の指導で夜遅くまで練習に取り組んでいた。市立石和中学校1年の時からは山梨学院大学レスリング部でも練習を行うようになった。
中学2年の時に上京して東京都北区立稲付中学校へ転校すると、JOCエリートアカデミーに入校した。中学時代は全国中学生選手権で3年連続2位にとどまった。3年の時には世界カデット選手権46kg級で3位となった。
帝京高校時代は1年の時にインターハイ50kg級で優勝すると、世界カデット選手権では3位だった。2年の時にはジュニアオリンピックカデットの部54kg級で優勝したが、世界カデット選手権では5位だった。
2015年には山梨学院大学へ進学すると、1年の時には全日本レスリング選手権大会61kg級で優勝した。3年の時には全日本レスリング選手権大会の70kg級で優勝した。4年の時には全日本選抜選手権で2位だったが、その後のプレーオフを制して65kg級の弟とともに世界選手権代表に選ばれた。世界選手権では初戦でウズベキスタンの選手にテクニカルフォール負けを喫した。
2019年に大学を卒業し、自衛隊体育学校所属の自衛官となった。6月の全日本選抜選手権からは、これまでの70kg級から、2020年東京オリンピックのレスリング競技の実施階級である74kg級に上げた。同年の全日本選手権に優勝し、東京オリンピック出場をかけて世界選手権5位の奥井真生とプレーオフを行うことになった。2020年3月のプレーオフでは奥井を5－2で破って、65kg級の弟とともに兄弟での東京オリンピック代表が決まった。
2021年8月、新型コロナウイルス感染症の世界的流行の影響で1年遅れて開催された東京オリンピックのレスリング男子フリースタイル74kg級に出場したが、1回戦でカザフスタンのカイサノフに敗れた。

## 主な戦績
- 2009年 - 全国中学生選手権  2位（38kg級）
- 2010年 - 全国中学選手権  2位（42kg級）
- 2011年 - 全国中学選手権  2位（47kg級）
- 2011年 - 世界カデット選手権　3位（46kg級）
- 2011年 - 全国中学選抜選手権  2位（47kg級）
- 2012年 - ジュニアオリンピック カデットの部 優勝（50kg級）
- 2012年 - インターハイ　優勝（50kg級）
- 2012年 - 世界カデット選手権　3位（50kg級）
- 2013年 - ジュニアオリンピック カデットの部 優勝（54kg級）
- 2013年 - 世界カデット選手権　5位（54kg級）
- 2013年 - 国体　少年の部　優勝（60kg級）
- 2015年 - ペトコ・シラコフ＆イワン・イリエフ国際大会　U23部門　優勝
- 2015年 - 全日本レスリング選手権大会　優勝（61kg級）
- 2016年 - アジアジュニア 3位（66kg級）
- 2017年 - 国体　成年の部　優勝（65kg級）
- 2017年 - 全日本レスリング選手権大会　優勝（70kg級）
- 2018年 - 全日本選抜選手権　2位（70kg級）
- 2019年 - 全日本レスリング選手権大会　優勝（74kg級）

（出典）